# Ламбинон, Жак
Жак Эрнест Жозеф Ламбинон (фр. Jacques Ernest Joseph Lambinon, 1936—2015) — бельгийский ботаник и лихенолог.

## Биография
Родился 28 сентября 1936 года в городе Намюр в центральной части Бельгии.
В 1957 году назначен ассистентом на кафедре ботаники Льежского университета. С 1969 года работал директором Ботанического сада Льежского университета. В 1971 году Ламбинон стал профессором кафедры ботаники.
С 1966 года работал секретарём Бельгийского ботанического общества, а также был главным редактором журнала Lejeunia, с 1983 по 1985 год был президентом Общества. В 1980 году Ламбинон стал главным редактором журнала Общества по обмену растениями Европы и Средиземноморья.
Почётный профессор ботаники, почётный академик Бельгийской королевской академии, великий офицер Ордена Короны и Ордена Леопольда I.
Скончался 14 ноября 2015 года в Льеже.

## Некоторые научные работы
- De Langhe, J.-E., Delvosalle, L., Duvigneaud, J., Lambinon, J., Vanden Berghen, C. Nouvelle Flore de la Belgique, du Grand-Duché de Luxembourg, du Nord de la France et des régions voisines. — 3ème édition. — Meise, 1983. — 108 + 1016 p.

## Род и некоторые виды, названные в честь Ж. Ламбинона
- Lambinonia Sérus. & Diederich, 2005
- Asplenium lambinonii Pic.Serm., 1985
- Astragalus lambinonii Podlech, 1988
- Taraxacum lambinonii Soest, 1961